# NGC 5830
NGC 5830 este o radiogalaxie situată în constelația Boarul. A fost descoperită în 23 aprilie 1887 de către Lewis A. Swift.